# Афроамериканский английский
Афроамериканский английский (в англоязычной среде известен под следующими наименованиями: African-American Vernacular English (AAVE), Afro-American English, Black English, American Black English, Black English Vernacular (BEV), Ebonics (англ. ebony и англ. phonics)) — особая разновидность чёрного английского языка, объединяющая признаки диалекта и социолекта. Является разговорным, а в некоторых случаях — и литературным языком афроамериканцев.

## История формирования
Лингвисты до сих пор не выяснили, где именно началось формирование афроамериканского английского. Существует две основные точки зрения:
1. Афроамериканский язык — креольский язык, зародившийся в Западной Африке ещё в XVII веке среди коренных народов, относящихся к макросемье нигеро-конголезских языков (народы семей ква, гур, мандинго, атлантической (западноатлантической) семьи, частично — семьи языков бенуэ-конго). Этот язык был средством общения между аборигенами и английскими мореплавателями.
2. Афроамериканский язык — это продукт смешения английской лексики с африканским произношением и, частично, грамматикой, появившийся на территории нынешних США с началом интенсивного ввоза рабов.

Таким образом, обе точки зрения подтверждают смешанный характер, но разнятся в определении места возникновения того языка, который стал непосредственным предшественником современного афроамериканского английского. Неопределённым является и статус чёрного английского: от самостоятельного языка до диалекта, говора в пределах американского английского.
Самые первые работы, в которых прослеживается афро-американская речь, датируются XVIII столетием, однако 1983 год можно назвать вершиной достижений «чёрного английского», так как в это время выходит в свет роман Элис Уокер «Цвет пурпура», активно использующий «чёрный английский».

## Ближайшие родственные этнолекты
Для изучения истории афроамериканского важное значение имеют ближайшие родственные этнолекты: Samaná English, английский диалект потомков афроамериканцев, переселившихся в 1820-x гг. из США на о. Гаити (полуостров Самана) и African Nova Scotian English, английский диалект потомков афроамериканцев, переселившихся из США в Новую Шотландию на рубеже XVIII—XIX веков.

## Основы афроамериканской фонетики
Афроамериканская фонетика не является однородной и имеет много территориальных диалектных различий. Кроме того, строгих правил у фонетики афроамериканского английского не существует, что делает речь его носителей индивидуализированной относительно говорящих на стандартном американском английском. Ниже отображены лишь основные особенности.
1. Отсутствие ротацизма, то есть [r] после гласных и на конце слогов выпадает (аналогично британскому английскому). Это влияет и на афроамериканское правописание: например, вместо традиционного sister можно встретить написание sistah.
2. Тенденция к произнесению межзубных английских звуков [ð] как [v]/[d] и [θ] как [f]/[t], особенно в середине и конце слов (this как dis, the как de etc.).
3. Возможная назализация гласных, особенно, если за гласной идут звуки [m] и [n]. Часто сами m и n не произносятся, лишь придавая носовую окраску предшествующей гласной.
4. Отпадение конечного звука [l], а также смычных согласных. Это связано с тенденцией к открытому слогу, объяснимой африканским субстратом.
5. Возможно использование взрывного согласного — гортанной смычки (glottal stop), как правило, на месте смычных согласных.
6. Возможная дифтонгизация монофтонгов и наоборот — упрощение дифтонгов и трифтонгов.
7. Окончание на -ing произносится с [n] и пишется как -in'.
8. Вариативность произнесения звуков [d], [t], [l], [n]. Так, звук [l] может быть более палатализованным, чем в стандартном американском английском, может произноситься как ретрофлексный, а на конце слова — как веляризованный.
9. Возможное оглушение звонких согласных в конце слов (аналогично русскому оглушению).
10. Буква «o» имеет тенденцию произноситься как [ɔ] вместо стандартного [ʌ] в таких словах, как money, worry и проч.
11. Вольная перестановка рядом стоящих согласных (чаще всего — взрывного и щелевого): graps вместо grasp; aks вместо ask; crips вместо crisp и так далее.
12. Добавочные гласные (в том числе, полуредуцированные) к конечному закрытому слогу (как правило, a).
13. Возможна эмфатическая протяжность гласных с добавлением различных музыкальных тонов.
14. Произношение вспомогательного глагола do как da и местоимения you как ya. Например, What da ya think?

## Особенности грамматики
Как и произношение, грамматика афроамериканского английского не имеет строгих стандартизирующих правил. Она, как правило, вариативна и допускает импровизацию в зависимости от желания говорящего.
Выделяются следующие особенности:
- Основные глаголы английского языка — to be и to have могут использоваться без изменений во всех случаях.

Примеры: You be phat. He have a trouble this day an' they gon' keep bad.
- Глагол-связка to be может не использоваться в следующих случаях:

— Перед -in'/-ing причастием :
He _ goin' to the rivah this evenin'. (Стандартный английский: He is going to the river this evening.)
They _ lookin' at my bicycle. (They are looking at my bicycle.)
— Перед формами gon'/gonna:
He gonna to the rivah this evenin'.
I gon' be free this weekend.
— Перед определениями, развёрнутыми характеристиками, обстоятельствами места:
They _ wonderful.
Your brother _ little clevah bad kid!
The policeman standin' in the square told me the post _ in the main avenue.
— Перед существительными (как правило, сказуемыми) и субстантивированными числительными, перед порядковыми числительными:
He _ the founder.
She _ the one livin' in the cabin.
That climber _ the first.
- Окончание -s для обозначения третьего лица обычно не произносится. В случае его произнесения глагол приобретает яркую эмоциональную окраску:

He like' coffee. (Ему нравится кофе.)
Oh, he deadly likes my car! (Он ужасно любит мою машину!)
— Глаголы was/were (ровно как и is/are, has/have) могут не различаться:
You was righta here? (Стандартный английский в данном случае всегда использует were).

## Система времен
Говорящие на афроамериканском могут использовать стандартную систему времён английского языка, тем самым приближая его к официальной речи, но могут использовать и особую разговорную систему:
- Глагол во всех временах может быть употреблён практически в одной форме. Его принадлежность к тому или иному времени выражается посредством уточняющих элементов — так называемых aspect marks (показателей вида): last week, month, hour…; this year, evenin', mornin', hour …; at the moment; back in them days и так далее.

He show the film last month.
- Правильная форма глагола в прошедшем времени на -ed используется по желанию, так как заменяется на глагол с уточняющим элементом. Неправильные формы прошедшего времени распространённых глаголов обычно употребляются как и в стандартном американском английском.

- Для завершившихся действий, продолжавшихся в прошлом, используется формула:

been + verb+in': They been workin' an' cookin' near the house.
Глагол have в данном случае практически неупотребителен.
- Для совершённых действий используется третья форма глагола также без вспомогательного have:

He been here. You done the work. He shaken our brother hand. (Примечание: притяжательное 's в афроамериканском используется факультативно).
- Для отображения завершения процесса может использоваться глагольная форма done и исходная форма основного глагола:

He done eat. (Вместо стандартного: He has eaten).
- Обыденные действия обозначаются глаголом be:

He be workin' as a carpenter.
- Усиленные, последовательные, настойчивые действия отображаются с помощью слова steady:

She be steady shakin' my hand.
- Будущее время образуется с помощью глагольных форм gonna/gon'/(goin').

## Отрицание
— Во всех временах, числах и лицах может быть выражено формой ain’t.
Параллельно могут использоваться haven’t, didn’t и другие глаголы и их формы: don' (don’t), can’t, couldn’t, shouldn’t и так далее.
— Наблюдается явление отрицательной инверсии, когда вспомогательный или модальный глагол с отрицанием ставится на первое место в предложении:
Wasn’t no soul in the cabin when I listened the wind.
Can’t nobody open the window besides you.
- Вопросы могут составляться без вспомогательных глаголов (в том числе, благодаря использованию инверсии):

You surely built the house?
Was he at school?
Called they the police?

## Пример употребления в литературе
В романе Элис Уокер «Цвет пурпурный» особенности Black English представлены на двух уровнях:
- фонетический уровень: наиболее часто в тексте романа Э. Уолкер «Цвет пурпура» встречается такая фонетическая особенность, как потеря начальных букв (35 %), второе место разделили между собой такие две особенности как сокращение окончания -ing до -in' (20 %) и замена межзубного звука th на t, d, f, v (20 %), третье место занимают также две особенности — отсутствие густого американского R (10 %) и упрощение дифтонгов до монофтонгов (10 %), а самой малочисленной группой фонетических особенностей является потеря конечных согласных (всего 5 %).

- грамматический уровень: наиболее часто в тексте романа «Цвет пурпура» встречается такая грамматическая особенность, как замена личных местоимений (19,8 %), на втором месте — использование двойного и тройного отрицания (19,2 %), третье место занимает такая грамматическая категория как опускание смыслового глагола (16,2 %). Затем следуют отсутствие окончания -s в 3 л. ед.ч. наст.вр. (11,8 %), особенности использования времен Perfect, Future, Continuous (10,5 %), употребление формы ain’t (6,6 %), использование инверсии в вопросах (5,2 %), опускание -s окончания в Родительном падеже (4,1 %), использование habitual be и формы to be в инфинитиве (3,4 %), неверное использование неопределенного артикля (3 %) и на последнем одиннадцатом месте находится такая грамматическая категория Black English как существительное-субъект и повторяющее его следом местоимение (0,2 %).

Таким образом, в тексте романа Элис Уокер «Цвет пурпурный» выявлено всего 459 единиц, которые относятся к лингвистическим особенностям Black English, из них фонетические составляют 20 единиц или 4 %, в то время как грамматические особенности представлены посредством 439 единиц и составляют 96 %.

## Изучение
Подробным изучением афроамериканского диалекта занимался американский лингвист Уильям Лабов.

## Примечание
1. ↑  Vernacular означает здесь диалект языкового сообщества в противоположность стандартной или престижной разновидности языка. См. Language, Society and Power: An Introduction Архивная копия от 10 июня 2016 на Wayback Machine / Edited by Linda Thomas and Shȃn Wareing — Routlege, 2000. — 240 p. — ISBN 0-203-98163-4.
2. ↑  Linguistic Variation: Confronting Fact and Theory Архивная копия от 3 июня 2016 на Wayback Machine / Edited by Rena Torres Cacoullos, Nathalie Dion, André Lapierre — Routlege, 2015—368 p. — ISBN 978-1-317-688174.
3. ↑  Пинкер, 2024, с. 25—33.